# Amerikaanse gouverneursverkiezingen 2010

Amerikaanse gouverneursverkiezingen 2010:
Staat met democratische gouverneur
Terugtrekkende democraat
Staat met een Republikeinse gouverneur
Terugtrekkende Republikein
Geen verkiezing

De Amerikaanse gouverneursverkiezingen 2010 werden gehouden op dinsdag 2 november 2010 in 36 staten en twee overzeese gebieden. In Utah werd een speciale verkiezing gehouden omdat de Republikeinse gouverneur Jon Huntsman terugtrad op 11 augustus 2009 om ambassadeur in China te worden. Deze verkiezingen werden tegelijk gehouden met de verkiezingen voor de Amerikaanse Senaat en het Huis van Afgevaardigden en lokale verkiezingen in sommige staten.

## Uitslagen
| Staat          | Huidige gouverneur    | Partij        | Status                                                       | Kandidaten                                                                   |
| -------------- | --------------------- | ------------- | ------------------------------------------------------------ | ---------------------------------------------------------------------------- |
| Alabama        | Bob Riley             | Republikein   | niet herverkiesbaar, Republikeinse overwinning               | Robert Bentley (R), 57.9% Ron Sparks (D), 42.1%                              |
| Alaska         | Sean Parnell          | Republikein   | Gekozen voor een volledige termijn, 58.9%                    | Ethan Berkowitz (D), 38.3%                                                   |
| Arizona        | Jan Brewer            | Republikein   | Gekozen voor een volledige termijn, 54.7%                    | Terry Goddard (D), 42.2%                                                     |
| Arkansas       | Mike Beebe            | Democraat     | Herkozen, 64.5%                                              | Jim Keet (R), 33.6%                                                          |
| Californië     | Arnold Schwarzenegger | Republikein   | Niet herkiesbaar, democratische overwinning                  | Jerry Brown (D), 53.1% Meg Whitman (R), 41.7%                                |
| Colorado       | Bill Ritter           | Democraat     | teruggetreden, democratische overwinning                     | John Hickenlooper (D), 50.7% Tom Tancredo (Am.C.), 36.8% Dan Maes (R), 11.1% |
| Connecticut    | Jodi Rell             | Republikein   | Teruggetreden, democratische overwinning                     | Dan Malloy (D), 49.6% Tom Foley(R), 48.9%                                    |
| Florida        | Charlie Crist         | Onafhankelijk | teruggetreden, Republikeinse overwinning                     | Rick Scott (R), 48.9% Alex Sink (D), 47.7%                                   |
| Georgia        | Sonny Perdue          | Republikein   | niet herverkiesbaar, Republikeinse overwinning               | Nathan Deal (R), 52.9% Roy Barnes (D), 43.1%                                 |
| Hawaii         | Linda Lingle          | Republikein   | Niet herverkiesbaar democratische overwinning                | Neil Abercrombie (D), 58.2% J.R. Aiona Jr. (R), 41.1%                        |
| Idaho          | Butch Otter           | Republikein   | Herkozen, 59.1%                                              | Keith Allred (D), 32.9% Jana Kemp (I), 5.9%                                  |
| Illinois       | Pat Quinn             | Democraat     | Gekozen voor volledige termijn, 46.6%                        | Bill Brady (R), 46.1%                                                        |
| Iowa           | Chet Culver           | Democraat     | Verslagen, 43.3%                                             | Terry Branstad (R), 53.0%                                                    |
| Kansas         | Mark Parkinson        | Democraat     | teruggetreden, Republikeinse overwinning                     | Sam Brownback (R), 63.4% Tom Holland (D), 32.1%                              |
| Maine          | John Baldacci         | Democraat     | niet herverkiesbaar, Republikeinse overwinning               | Paul LePage (R), 38.3% Eliot Cutler (I), 36.5% Libby Mitchell (D), 19.1%     |
| Maryland       | Martin O'Malley       | Democraat     | Herkozen, 55.8%                                              | Robert Ehrlich (R), 42.3%                                                    |
| Massachusetts  | Deval Patrick         | Democraat     | Herkozen, 48.4%                                              | Charlie Baker (R), 42.1% Tim Cahill (I), 8.0%                                |
| Michigan       | Jennifer Granholm     | Democraat     | niet herverkiesbaar, Republikeinse overwinning               | Rick Snyder (R), 58.1% Virg Bernero (D), 39.9%                               |
| Minnesota      | Tim Pawlenty          | Republikein   | teruggetreden, Democratische overwinning                     | Mark Dayton (D), 43.7% Tom Emmer (R), 43.2% Tom Horner (I), 11.9%            |
| Nebraska       | Dave Heineman         | Republikein   | Herkozen, 74.3%                                              | Mike Meister (D), 25.7%                                                      |
| Nevada         | Jim Gibbons           | Republikein   | verlagen in voorverkiezing, Republikeinse overwinning        | Brian Sandoval (R), 53.4% Rory Reid (D), 41.6%                               |
| New Hampshire  | John Lynch            | Democraat     | Herkozen, 52.6%                                              | John Stephen (R), 45.1%                                                      |
| New Mexico     | Bill Richardson       | Democraat     | niet herverkiesbaar, Republikeinse overwinning               | Susana Martinez (R), 53.6% Diane Denish (D), 46.4%                           |
| New York       | David Paterson        | Democraat     | teruggetrokken van voorverkiezing, Democratische overwinning | Andrew Cuomo (D), 61.4% Carl Paladino (R), 34.1%                             |
| Ohio           | Ted Strickland        | Democraat     | Verslagen, 46.7%                                             | John Kasich (R), 49.4%                                                       |
| Oklahoma       | Brad Henry            | Democraat     | niet herverkiesbaar, Republikeinse overwinning               | Mary Fallin (R), 60.1% Jari Askins (D), 39.9%                                |
| Oregon         | Ted Kulongoski        | Democraat     | niet herverkiesbaar, Democratische overwinning               | John Kitzhaber (D), 49.2% Chris Dudley (R), 48.1%                            |
| Pennsylvania   | Ed Rendell            | Democraat     | niet herverkiesbaar, Republikeinse overwinning               | Tom Corbett (R), 54.5% Dan Onorato (D), 45.5%                                |
| Rhode Island   | Donald Carcieri       | Republikein   | niet herverkiesbaar, Overwinning voor onafhankelijke         | Lincoln Chafee (I), 36.1% John Robitaille (R), 33.6% Frank Caprio (D), 23.0% |
| South Carolina | Mark Sanford          | Republikein   | niet herverkiesbaar, Republikeinse overwinning               | Nikki Haley (R), 51.4% Vincent Sheheen (D), 47.1%                            |
| South Dakota   | Mike Rounds           | Republikein   | niet herverkiesbaar, Republikeinse overwinning               | Dennis Daugaard (R), 61.5% Scott Heidepriem (D), 38.5%                       |
| Tennessee      | Phil Bredesen         | Democraat     | niet herverkiesbaar, Republikeinse overwinning               | Bill Haslam (R), 65.0% Mike McWherter (D), 33.1%                             |
| Texas          | Rick Perry            | Republikein   | Herkozen, 55.1%                                              | Bill White (D), 42.3%                                                        |
| Utah           | Gary Herbert          | Republikein   | gekozen om termijn te voltooien, 64.2%                       | Peter Corroon (D), 31.8%                                                     |
| Vermont        | Jim Douglas           | Republikein   | teruggetreden, democratische overwinning                     | Peter Shumlin (D), 49.6% Brian Dubie (R), 47.8%                              |
| Wisconsin      | Jim Doyle             | Democraat     | teruggetreden, Republikeinse overwinning                     | Scott Walker (R), 52.3% Tom Barrett (D), 46.6%                               |
| Wyoming        | Dave Freudenthal      | Democraat     | niet herverkiesbaar, Republikeinse overwinning               | Matt Mead (R), 71.6% Leslie Petersen (D), 25.1%                              |